# تيت عليا
تيت عليا هي قرية في مقاطعة سردشت، إيران. يقدر عدد سكانها بـ 65 نسمة بحسب إحصاء 2016.